# Guitar Module 2017
Guitar Module 2017 is het debuutalbum van de Amerikaanse noiserockband Upper Wilds.

## Geschiedenis
Upper Wilds werd in 2017 opgericht door zanger-gitarist Dan Friel. Na de opheffing van Parts & Labor in  2012, waarvan hij de frontman was, bracht Friel enkele soloalbums uit. Doordat hij het spelen in een band miste, trok hij bassist Zach Lehrhoff en drummer Aaron Siegel aan voor een nieuw project.

## Productie
De opnames van het album vonden plaats van 2 tot en met 4 januari. In een interview met Echoes and Dust zei Friel dat hij zelf alle instrumenten inspeelde. De opnames vonden grotendeels plaats in de opnamestudio Machines With Magnets in Rhode Island. Het overdubben van een paar opnames verzorgde Friel in zijn thuisstudio.

## Stijl
Friel liet zich voor de muziek beïnvloeden door Sonic Youth en Fugazi. De thematiek van de teksten is sciencefiction en de kosmische ruimte.

## Ontvangst
Upper Wilds brengt zijn muziek onder andere uit op distributieplatform Bandcamp. Daar werd het album als Album of the Day gerecenseerd door Raymond Cummings. Het viel hem op dat Friel als zanger en songwriter sterker overkomt op Guitar Module 2017 dan op albums van Parts & Labor, waar zijn zangkunsten volgens Cummings belemmerd werden door een zekere twijfelachtigheid. Timothy Anderl van Ghettoblaster zei dat "re-enforcement of the elements prominent in noise and synth-based genres is certainly evident, yet tastefully subtle." Hij omschreef het album als formulaïsch voor indierock en pop maar "awesomely experimental and bravely fuzzy."

## Nummers
| Nr. | Titel                    | Duur |
| --- | ------------------------ | ---- |
| 1.  | Reentry Breakup Recorder | 1:08 |
| 2.  | UFO                      | 3:52 |
| 3.  | Roy Sullivan             | 3:43 |
| 4.  | Vampire Crane            | 4:38 |
| 5.  | Let's Build A Moon       | 3:01 |
| 6.  | Chainsaw                 | 2:34 |
| 7.  | Black Holes              | 4:42 |
| 8.  | Emma Dean Crater         | 1:24 |

## Personeel

### Bezetting
- Dan Friel (zang, gitaar, sequencer, keyboard)
- Zach Lehrhoff (bas, zang)
- Aaron Siegel (drums)